# Horské státy

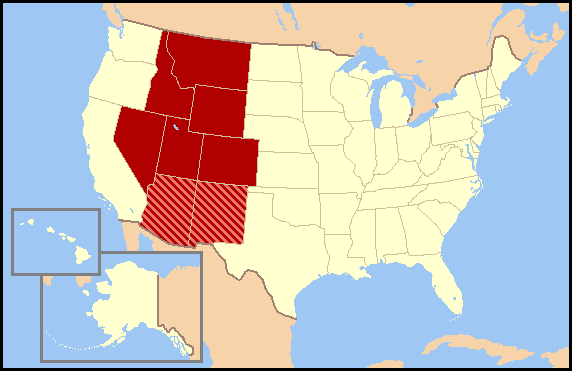
Regionální definice se liší dle zdroje

Horské státy (anglicky Mountain States, případně též Mountain West) je jedna z 9 geografických oblastí USA, které oficiálně rozlišuje úřad United States Census Bureau.
Tvoří ji 8 států: Arizona, Colorado, Idaho, Montana, Nevada, Nové Mexiko, Utah a Wyoming. Spolu s Pacifickými státy (Aljaška, Kalifornie, Havaj, Oregon a Washington) tvoří tato oblast širší region Západ, což je jeden ze čtyř regionů USA, které rozlišuje United States Census Bureau.